# KIRITO TOUR 2005 "The Fef of Hameln"
KIRITO TOUR 2005 "The Fef of Hameln"は、2005年8月11日から8月28日まで開催されたキリトの第1回目のライヴ・ツアーである。

## 概要
- PIERROT活動休止後、ソロ活動を始めたキリトの初のライヴツアー。
- 後にDVD化されたが、版権元に許可を取らずにNirvanaのカヴァー曲を収録したため、初回盤は回収されることとなった。

## 日程
- 8月11日 大阪・なんばHatch
- 8月13日 福岡DRUM Logos
- 8月17日 Zepp Nagoya
- 8月22日 Zepp Sendai
- 8月27日 Zepp Tokyo
- 8月28日 Zepp Tokyo

## サポートメンバー
- ギター：マーティ・フリードマン(ex.MEGADETH)
- ベース：ミック・カーン（ex.JAPAN）
- ドラム：向山テツ
- キーボード：西脇辰弥（PIERROT時代からのプロデューサー）

## ステージ内容
- アルバム『Hameln』収録曲を中心とするナンバーの他、新曲の「PAST」や「TORQUE」、「COLD」等、後の人気ナンバーも披露している。
- 「Smells Like Teen Spirit」や「忘却の空」などをカヴァーした。

## DVD内容
『KIRITO TOUR 2005 “The Fef of Hameln”LIVE&DOCUMENT』 （2005年12月7日／同年12月28日再発）
- DISC-1

1. INTRODUCTION
2. Hameln
3. DOOR
4. PLOT
5. INTER CUTTER
6. Ray
7. Awaking bud
8. 誰もいない丘
9. 再生の朝
10. TORQUE（新曲）
11. PAST（新曲）
12. カンナビス（新曲）
13. WINDING DREAM（新曲）
14. THE SUN
15. EXIT
16. COLD（新曲）
17. Sea（新曲）
18. Smells Like Teen Spirit（カヴァー曲／再発版ではカット）
19. PLOT

- DISC-2

1. Document MOVIE & Special INTERVIEW